# Терапевтический индекс
Терапевтический индекс (ТИ) — отношение максимальной дозы лекарственного средства, не проявляющей токсичности, к дозе, дающей нужный эффект. В некоторых источниках определяется как отношение дозы, которая в половине случаев проявляет токсичность (TD50 или LD50), к дозе, в половине случаев дающей терапевтический эффект (ED50). Диапазон между эффективной и токсической дозами — область терапевтического действия — называют терапевтическим окном или окном безопасности. Для наркотиков применяется термин наркотическая широта.
Классически, как устоявшийся клинический показатель для допущенных к использованию лекарственных препаратов, ТИ — это соотношение дозы лекарства, вызывающей неприемлемые побочные эффекты (например, токсическая доза в 50 % случаев, TD50) к дозе, при которой лекарство проявляет желаемый фармакологический эффект (например, действенная доза в 50 % случаев, ED50). При разработке лекарств ТИ рассчитывается на основе содержания лекарства в плазме крови.
Во время зарождения фармацевтической токсикологии ТИ часто определяли на животных как летальную дозу препарата для 50 % особей (LD50), разделённую на минимальную эффективную дозу для 50 % особей (ED50). Сегодня для определения ТИ используются более сложные методы.
{\displaystyle {\mbox{Терапевтический индекс}}={\frac {\mathrm {LD} _{50}}{\mathrm {ED} _{50}}}} при изучении препаратов на животных. Для человека: {\displaystyle {\mbox{Терапевтический индекс}}={\frac {\mathrm {TD} _{50}}{\mathrm {ED} _{50}}}}
Многие препараты являются токсичными, если давать их людям в сублетальных дозах. Эту токсичность часто обходят ограничением максимальной дозы лекарства. Более высокий ТИ предпочтительнее низкого: пациенту нужно будет принять гораздо большую дозу лекарства для достижения порога токсичности, чем для достижения терапевтического эффекта.
Как правило, доза лекарства или иного терапевтического агента с узким терапевтическим диапазоном (то есть, имеющего маленькую разницу между токсической и терапевтической дозами) может быть скорректирована в соответствии с измерениями фактического уровня в крови у человека, который его принял. Этого можно достигнуть посредством протоколов терапевтического лекарственного мониторинга (ТЛМ). ТЛМ рекомендуется использовать при лечении психических расстройств литием из-за его узкого ТИ.
| Параметр | Значение |
| -------- | --- |
| ED       | Эффективная доза препарата, вызывающая биологический ответ.                                                                     |
| TD       | Токсическая доза которое приводит к вредному воздействию на организм, потенциально вызывая симптомы отравления или даже смерть. |
| LD       | Летальная доза |
| ТИ       | Терапевтический индекс |
| TR       | Терапевтическое соотношение |

## Типы
Исходя из эффективности и безопасности лекарств, существует два типа терапевтического индекса:Терапевтический индекс,

### Oснованный на безопасности.

Желательно, чтобы значение  LD50 было как можно больше, чтобы снизить риск летального исхода и увеличить терапевтическое окно. В приведенной выше формуле TIsafety  увеличивается по мере увеличения разницы между LD50 and ED50 - следовательно, более высокий терапевтический индекс, основанный на безопасности, указывает на большее терапевтическое окно, и наоборот.

### Терапевтический индекс, основанный на эффективности
В идеале ED50  должен быть как можно ниже для ускорения реакции на препарат и увеличения терапевтического окна, в то время как TD50  препарата в идеале должен быть как можно выше для снижения риска токсических эффектов. В приведенном выше уравнении, чем больше разница между ED50 and TD50 ,

тем больше значение TIefficacy. Следовательно, более низкий терапевтический индекс, основанный на эффективности, указывает
на большее терапевтическое окно.

### Защитный индекс

Аналогично терапевтическому индексу безопасности, защитный индекс использует TD50 (среднюю токсическую дозу) вместо
LD50
Для многих веществ токсичность может проявляться на уровнях гораздо ниже летальных эффектов (вызывающих смерть), поэтому, если токсичность указана правильно, защитный индекс зачастую более информативен в отношении относительной безопасности вещества. Тем не менее, терапевтический индекс, основанный на безопасности  TIsafety
по-прежнему полезен, так как его можно рассматривать как верхнюю границу защитного индекса, и первый также имеет преимущества объективности и более легкого понимания.
Поскольку защитный индекс (PI) рассчитывается как TD50, деленное на ED50 , математически это можно выразить так: 

Это означает, что TI эффективностьTIefficacy  является обратной величиной защитного индекса.
Все вышеперечисленные виды терапевтического индекса могут использоваться как в доклинических, так и в клинических испытаниях.

## Терапевтический индекс в разработке лекарств
Для лекарства предпочтительнее высокий терапевтический индекс (ТИ), так как это говорит о его высокой безопасности. На ранних стадиях открытия или разработки клинический ТИ будущего лекарства не известен. Однако оценка ТИ будущего лекарства как можно раньше — наиважнейшая задача, так как ТИ — важный показатель возможности успешной разработки лекарственного препарата. Обнаружение лекарственных веществ с потенциально приближенным к оптимальному ТИ на как можно более ранних стадиях позволяет начать смягчение или потенциально перебазировать ресурсы.
В условиях разработки лекарственных средств ТИ является количественным отношением между эффективностью (фармакологией) и безопасностью (токсикологией) без учёта природы самих фармакологии и токсикологии препарата. Тем не менее, для преобразования посчитанного ТИ из числа "в жизнь", природа и ограничения фармакологии и/или токсикологии препарата должны быть приняты во внимание. В зависимости от планируемых клинических показаний, связанная неудовлетворенная медицинская потребность и/или конкурентная ситуация, более или менее значимая, может быть объяснена вредом безопасности или эффективности будущего лекарства с целью создать хорошо сбалансированный статус, основанный на безопасности для конкретного терапевтического показания против эффективности препарата.

## Диапазон терапевтических индексов
Терапевтический индекс сильно различается у разных веществ, даже в пределах родственной группы.
Например, опиоидное обезболивающее ремифентанил очень щадящее средство с терапевтическим индексом 33 000:1, а диазепам, бензодиазепиновый седативно-гипнотический препарат и релаксант скелетных мышц, имеет менее щадящий терапевтический индекс 100:1.[9] Морфин - еще менее щадящее средство с терапевтическим индексом 70.
Еще менее безопасны кокаин (стимулятор и местный анестетик) и этанол (в просторечии - «спирт» в алкогольных напитках, широко распространенное седативное средство, употребляемое во всем мире): терапевтические индексы этих веществ составляют 15:1 и 10:1 соответственно.[6] Парацетамол, известный под торговыми названиями Тайленол или Панадол, также имеет терапевтический индекс 10.[5]
Еще менее безопасными являются такие препараты, как дигоксин, сердечный гликозид; его терапевтический индекс составляет примерно 2:1.Saftey
К другим примерам лекарств с узким терапевтическим диапазоном, которые могут потребовать лекарственного мониторинга как для достижения терапевтического уровня, так и для минимизации токсичности, относятся димеркапрол, теофиллин, варфарин и карбонат лития.
Некоторые антибиотики и противогрибковые препараты требуют мониторинга, чтобы сбалансировать эффективность и минимизировать побочные эффекты, в том числе: гентамицин, ванкомицин, амфотерицин B (прозванный «амфотерным» именно по этой причине) и полимиксин B

## Радиотерапия рака
Радиотерапия направлена на уменьшение размеров опухоли и уничтожение раковых клеток с помощью высокой энергии. Энергией служат рентгеновские лучи, гамма-лучи, заряженные или тяжелые частицы. Терапевтический коэффициент в радиотерапии при лечении рака определяется максимальной дозой излучения, убивающей раковые клетки, и минимальной дозой излучения, вызывающей острую или позднюю заболеваемость клеток нормальных тканей.[13] Оба этих параметра имеют сигмоидальные кривые доза-ответ. Таким образом, благоприятный исход по кривой «доза-ответ» для опухолевой ткани больше, чем для нормальной ткани при той же дозе, что означает, что лечение эффективно для опухоли и не вызывает серьезной заболеваемости нормальной ткани. И наоборот, перекрытие ответа для двух тканей с высокой вероятностью приведет к серьезной заболеваемости нормальных тканей и неэффективному лечению опухолей. По механизму действия лучевая терапия подразделяется на прямую и непрямую. И прямое, и непрямое излучение вызывают мутацию ДНК или хромосомную перестройку в процессе ее восстановления. Прямое излучение создает свободный радикал ДНК в результате осаждения энергии излучения, который повреждает ДНК. Непрямое излучение возникает при радиолизе воды, в результате чего образуется свободный гидроксильный радикал, гидроний и электрон. Гидроксильный радикал переносит свой радикал на ДНК. Или вместе с гидронием и электроном свободный гидроксильный радикал может повредить область оснований ДНК.[7]
Раковые клетки вызывают дисбаланс сигналов в клеточном цикле. Было установлено, что G1 и G2/M арест являются основными контрольными точками при облучении клеток человека. Арест G1 задерживает механизм восстановления перед синтезом ДНК в фазе S и митозом в фазе M, что позволяет предположить, что это ключевая контрольная точка для выживания клеток. Арест G2/M происходит, когда клетки нуждаются в восстановлении после S-фазы, но до начала митоза. Известно, что S-фаза наиболее устойчива к радиации, а М-фаза - наиболее чувствительна к ней. p53, белок-супрессор опухолей, играющий роль в G1 и G2/M-аресте, позволил понять клеточный цикл с помощью радиации. Например, облучение клеток миелоидного лейкоза приводит к повышению уровня р53 и снижению уровня синтеза ДНК. Пациенты с задержкой развития телеангиэктазии Атаксии имеют повышенную чувствительность к радиации из-за задержки накопления р53.[8] В этом случае клетки способны реплицироваться без восстановления своей ДНК, становясь склонными к возникновению рака. Большинство клеток находится в фазе G1 и S. Облучение в фазе G2 показало повышенную радиочувствительность, поэтому арест G1 стал объектом терапевтического лечения. Облучение ткани вызывает ответную реакцию как в облученных, так и в необлученных клетках. Было обнаружено, что даже клетки на расстоянии до 50-75 диаметров клеток от облученных клеток демонстрируют фенотип повышенной генетической нестабильности, такой как микроядерность.[9].Это говорит о влиянии на межклеточные коммуникации, такие как паракринная и юкстакринная сигнализация. Нормальные клетки не теряют свой механизм восстановления ДНК, в то время как раковые клетки часто теряют его во время радиотерапии. Однако высокоэнергетическое излучение может отменить способность поврежденных нормальных клеток к восстановлению, что приводит к дополнительному риску канцерогенеза. Это говорит о значительном риске, связанном с лучевой терапией. Таким образом, желательно улучшить терапевтический коэффициент во время лучевой терапии. При использовании IG-IMRT протоны и тяжелые ионы, вероятно, позволят минимизировать дозу облучения нормальных тканей за счет измененного фракционирования. Молекулярное воздействие на пути репарации ДНК может привести к радиосенсибилизации или радиопротекции. Примерами являются прямые и непрямые ингибиторы двухцепочечных разрывов ДНК. Прямые ингибиторы направлены на белки (семейство PARP) и киназы (ATM, DNA-PKCs), которые участвуют в репарации ДНК. Непрямые ингибиторы направлены на сигнальные белки опухолевых клеток, такие как EGFR и инсулиновый фактор роста https://www.sciencedirect.com/science/article/pii/S1053429610000457?via%3Dihub
На эффективный терапевтический индекс может влиять таргетирование, при котором терапевтический агент концентрируется в желаемой области действия. Например, при лучевой терапии раковых опухолей формирование пучка излучения точно в соответствии с профилем опухоли в «поле зрения луча» может увеличить дозу облучения без усиления токсических эффектов, хотя такое формирование может не изменить терапевтический индекс. Аналогичным образом, химио- или радиотерапия с использованием вводимых или вводимых агентов может быть более эффективной за счет присоединения агента к онкофильному веществу, как в радионуклидной терапии пептидных рецепторов при нейроэндокринных опухолях и при химиоэмболизации или терапии радиоактивными микросферами при опухолях и метастазах печени. Это концентрирует препарат в целевых тканях и снижает его концентрацию в других, повышая эффективность и снижая токсичность.

## Синергетический эффект
Взаимодействие между двумя или более препаратами, в результате которого суммарный эффект препаратов превышает сумму индивидуальных эффектов каждого из них. Синергетический эффект может быть полезным или вредным.
Например, риск, связанный с бензодиазепинами, значительно возрастает при приеме с алкоголем, опиатами или стимуляторами по сравнению с приемом в одиночку. Терапевтический индекс также не учитывает легкость или трудность достижения токсической или смертельной дозы. Это в большей степени относится к рекреационным наркотикам, поскольку их чистота может сильно варьироваться.

## Максимальная переносимая доза
Максимально допустимая доза (МДД) - это максимальная доза радиологического или фармакологического лечения, которая даст желаемый эффект без неприемлемой токсичности. Цель определения МДД - определить, может ли длительное воздействие химического вещества привести к неприемлемым неблагоприятным последствиям для здоровья населения, если уровень воздействия недостаточен для преждевременной смертности из-за кратковременных токсических эффектов. Максимальная доза используется вместо более низкой, чтобы сократить количество испытуемых (и, в частности, стоимость тестирования), чтобы обнаружить эффект, который может проявиться лишь в редких случаях. Этот вид анализа также используется при установлении допустимых остатков химических веществ в продуктах питания. Исследования максимально переносимой дозы также проводятся в ходе клинических испытаний.
МДД - это важный аспект характеристики препарата. Все современные системы здравоохранения определяют максимальную безопасную дозу для каждого препарата и, как правило, предусматривают многочисленные меры предосторожности (например, страховые ограничения количества и государственные ограничения максимального количества/сроков), чтобы предотвратить назначение и отпуск количества, превышающего максимальную дозу, которая, как было доказано, является безопасной для общей популяции пациентов.
Пациенты часто не могут переносить теоретическую МДД  препарата из-за возникновения побочных эффектов, которые по своей сути не являются проявлением токсичности (не представляют серьезной угрозы для здоровья пациента), но вызывают у пациента достаточное беспокойство и/или дискомфорт, что приводит к несоблюдению режима лечения. К таким примерам относятся эмоциональное «притупление» при приеме антидепрессантов, зуд при приеме опиатов и нечеткость зрения при приеме антихолинергических препаратов.

## Соотношение безопасности
Иногда используется термин «коэффициент безопасности», особенно когда речь идет о психоактивных препаратах, используемых в нетерапевтических целях, например, в рекреационных целях.https://rgable.wordpress.com/wp-content/uploads/2012/02/toxicity-addiction-offprint2.pdf] В таких случаях эффективная доза - это количество и частота, которые вызывают желаемый эффект, который может варьироваться, и может быть больше или меньше терапевтически эффективной дозы.
Определенный коэффициент безопасности, также называемый пределом безопасности (MOS), представляет собой отношение смертельной дозы для 1% населения к эффективной дозе для 99% населения (LD1/ED99). Это лучший показатель безопасности, чем LD50, для материалов, обладающих как желательными, так и нежелательными эффектами, поскольку он учитывает концы спектра, где дозы могут быть необходимы для выработки реакции у одного человека, но при той же дозе могут быть смертельными для другого. 

## Терапевтическое окно
«Терапевтическое окно» (или «фармацевтическое окно») лекарства — это диапазон дозировок лекарства, которые могут вылечить болезнь эффективно без проявления токсических эффектов. Лекарство с маленьким терапевтическим окном должно назначаться с осторожностью и под контролем, часто измеряя концентрацию лекарства в крови, чтобы предотвратить его пагубное воздействие на организм. Лекарства с узким терапевтическим окном включают в себя: дигоксин, литий и варфарин.

## Оптимальная биологическая доза
Оптимальная биологическая доза (англ. Optimal biological dose, OBD) — расплывчатое понятие, которое относится к количеству препарата, которое наиболее эффективно произведет желаемый терапевтический эффект, оставаясь в это же время в диапазоне приемлемой токсичности.